# 沙尔纳 (阿尔代什省)
沙尔纳（法語：Charnas）是法国阿尔代什省的一个市镇，属于罗讷河畔图尔农区（Tournon-sur-Rhône）塞尔里埃县（Serrières）。该市镇2009年时的人口为931人。

## 人口
沙尔纳人口变化图示
| 数据来源：INSEE |